# La familia (album)
La familia è il primo album in studio del cantante colombiano J Balvin, pubblicato nel 2013.

## Tracce
1. Sola – 3:48
2. La venganza – 3:26
3. Déjate llevar – 3:11
4. Mil fantasías – 3:41
5. 6 AM (featuring Farruko) – 4:03
6. Lose Control (featuring Vein) – 4:54
7. Eras así – 3:48
8. What a Creation – 2:29
9. Desnúdate – 3:45
10. Imaginándote – 3:36
11. Bajo la Luna – 4:17
12. Live in Stereo (featuring Motiff) – 3:30
13. Porque tu – 2:56
14. Tranquila – 3:21
15. Yo te lo dije – 3:40